# Церковь Вознесения Господня (Ясиня)

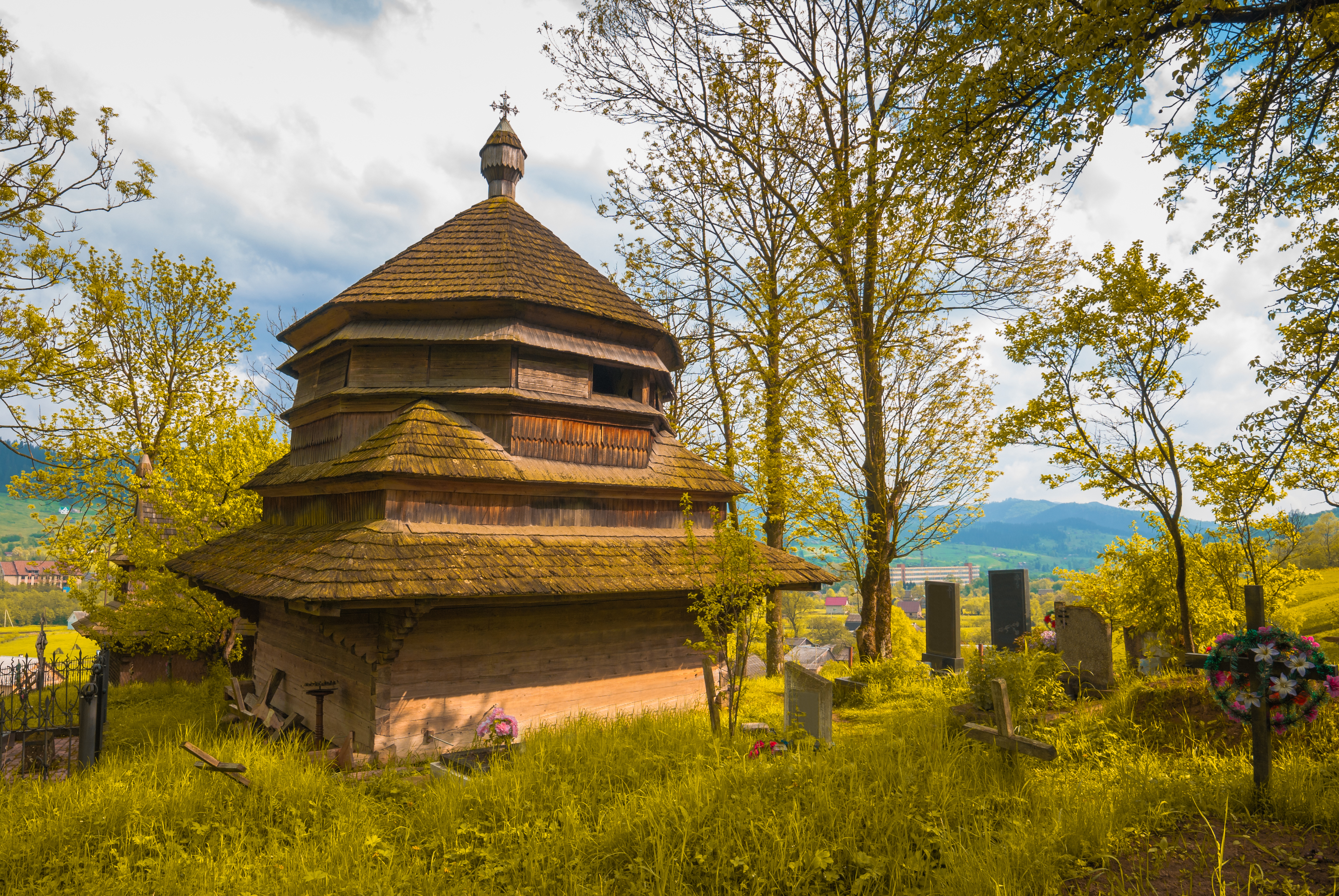
Звонница Струковской церкви

Церковь Вознесения Господня (Струковская) (укр. Церква Вознесіння Господнього (Струківська)) — одна из деревянных церквей на Гуцульщине, находится в селе Ясиня, Раховского района Закарпатской области. 21 июня 2013 на 37-й сессии Комитета всемирного наследия ЮНЕСКО, проходившей в Камбодже, церковь Вознесения Господня, вместе с другими деревянными церквями Карпатского региона, была включена в список всемирного наследия ЮНЕСКО.
Построена в 1824 году в крестообразном виде с куполом над центральной частью нефа. Сохранён старинный иконостас и хоругвь XIX века. Рядом в церковью располагается старинное кладбище и звонница 1813 года постройки. Службы в храме проводят Украинская православная церковь (МП) и Русинская грекокатолическая церковь.